# 張彥澤
張彥澤（？—947年），突厥人，先後徙居陰山、太原，五代后晋时为镇国军节度使，後來臨陣倒戈、投降契丹，並大行殺戮。后被契丹主耶律德光找藉口處死。

## 生平
張彥澤據稱驍悍殘忍，眼睛呈現黃色並且會發光，看起來有如一頭猛獸。
由於他與後晉高祖石敬瑭、楊光遠有姻亲，所以橫行不法，儘管朝野大臣幾乎都異口同聲請石敬瑭誅殺他，石敬瑭卻總是以輕罰代替。後出任曹州刺史。
開運三年（946年）十二月，後晉將領杜重威、李守貞相繼投降契丹，張彥澤見情況不對，也率軍投降。
耶律德光兵入恆州時，命令張彥澤當先率領兩千騎兵入開封。張彥澤倍道疾驅，夜渡白馬津之後，不到天明就親自帶兵闖入皇宮，劫持了晉出帝。他以耶律德光的名義叫人把桑維翰叫出來。桑維翰知道自己難逃一死，在前去路上，對一旁駐馬的李崧嘆道：「過去是您李侍中當國，而今大晉滅亡，死的卻是我維瀚，您可以說出個道理給我聽嗎？」李崧聽了，大有慚色。及至桑維翰被推去見張彥澤，張彥澤盤腿坐在位子上，桑維翰憤怒地罵道：「過去你因罪受刑之際，是我把你保出來，讓你得以領兵而居高位，豈料你是如此忘恩負義之徒！」張彥澤被罵得無言以對，乃命士兵將桑維翰先收押處理，轉而派人搜捕宣徽使孟承誨，將其捕而殺之。
張彥澤在開封縱兵大掠兩日，許多貧民也趁機作亂，將城內富戶給洗劫一空，引起民眾極大的憤怒。張彥澤自謂有大功於耶律德光，每天都飲酒作樂，出入也帶著數百鐵騎，並立有「赤心為主」的大旗。許多人見了都笑他是叛徒，他卻渾不在意，將百姓抓捕到軍營前，不問罪由，隨意豎起中指，令士兵直接將抓來的人處以腰斬。過去張彥澤與閤門使（宮門管理官）高勳有舊怨，便趁醉闖入高府行兇，將高勳的叔父、弟弟殺害，曝屍於門前，使往來士民皆不寒而慄。
中書舍人李濤過去曾力請石敬瑭按律殺掉張彥澤，見張彥澤暴行日盛，乃對人說道：「與其躲在水溝裡被抓到殺掉，還不如光明磊落的去見此人，起碼死得有尊嚴。」便自行去見張彥澤請死。張彥澤得知李濤也是曾力主處死自己的人，便笑著對李濤說道：「舍人今日也感到害怕了嗎？」李濤滿不在乎的回答：「我李濤今日之恐，猶如你張彥澤當日之懼，只恨先帝當年沒聽從我的話，否則哪有你今日！」不料張彥澤聽了大笑，擺席與李濤對飲。最終李濤滿飲而去。
其後，張彥澤率眾押石重貴一行人至開封，要他們馬上啟程，不准耽擱。宮中哭聲震天，石重貴與李太后、馮皇后乘著小轎，身邊只有十幾名宮女、宦官步行陪同，見者無不流涕。石重貴帶了庫內珍寶同行，張彥澤卻趁火打劫，說這些珍寶是要留待契丹皇帝處置的，怎麼能擅自攜帶藏匿，將珍寶洗劫一空。張彥澤自選上品私藏，而把次級品封留起來，以待耶律德光處置。此外，張彥澤又遣人嚴格把守石重貴一行人，致使內外消息不通；石重貴的姑姑烏氏公主（石敬瑭第十一妹）花大錢買通守衛，進到室內與石重貴一行人泣別。自是石重貴與李太后，但凡有表章要上給耶律德光，都得先交由張彥澤過目，然後才能發出去。
由於冬天，石重貴想請人打開庫內窖藏，取出棉帛禦寒，張彥澤以「這已經不是你家的東西」為由拒絕發放之餘，又覬覦石重貴的姨母楚國夫人丁氏（石延煦生母）有姿色，打算強取，李太后死命阻饒，使張彥澤大怒，立刻率兵強奪而去。不久，張彥澤命人以白布勒死桑維翰，卻遣人向耶律德光謊稱桑維翰是自殺。耶律德光懷疑其中有詐，命人檢查屍體，發現勒痕後，只得命人撫卹家屬，而暫不追究此事。
947年正月，代表杜重威向耶律德光請降的高勳，因獲得寵信，而趁機向耶律德光控訴張彥澤殺害他的家人；此前耶律德光亦不滿張彥澤居功自傲的種種表現，加上他擅自剽掠京城，便問百官張彥澤是否該死，而百官都言是，甚至許多百姓也爭相狀告張彥澤的種種惡行；於是耶律德光當即下令拘捕張彥澤及其部下傅住兒，準備押解到開封北城斬首。
耶律德光命高勳監刑，過去被張彥澤所殺害的士大夫子孫，皆親臨刑場，絰杖號哭，並以杖毆打張彥澤。高勳下令把張彥澤的雙手斬斷，又讓人活挖其心以祭奠死者，觀刑市民爭先恐後地敲破他的頭骨，將其腦髓掏出，摻拌其肉吞吃。

## 延伸阅读
[在维基数据编辑]
 《舊五代史/卷98》，出自薛居正《舊五代史》
 《新五代史·卷52》，出自歐陽修《新五代史》